# Asopsebius tadzhicorum
Asopsebius tadzhicorum är en tvåvingeart som beskrevs av Nartshuk 1982. Asopsebius tadzhicorum ingår i släktet Asopsebius och familjen kulflugor.
Artens utbredningsområde är Tadzjikistan. Inga underarter finns listade i Catalogue of Life.